# Raggarv
Raggarv (Cerastium brachypetalum) är en växt i familjen nejlikväxter (Caryophyllaceae).

## Beskrivning
Raggarv är en ett- eller tvåårig örtig växt som blir 5 till 30 cm hög. Stjälken och bladen har en grågrön färg och är täckt med jämförelsevis långa gråa hår. Bladen är ovala. Blomställningen med vita blommar är mycket glest, bara de övre blommorna sitter lite tätare intill varandra. Blomningstiden ligger mellan april och juni.
Frukten är en kapsel.

## Utbredning och habitat
Växten förekommer från södra Skandinavien till Sydeuropa. Åt ost sträcker sig utbredningsområdet till Ryssland, andra länder vid Kaukasus och Anatolien.
Raggarv hittas vanligen i mindre grupper på torra ängar bredvid väger, på slänter eller i bergssprickor med jord. Växten föredrar torrvarma platser med inte alltför näringsrik kalkhaltig lera eller lössjord.

## Galleri

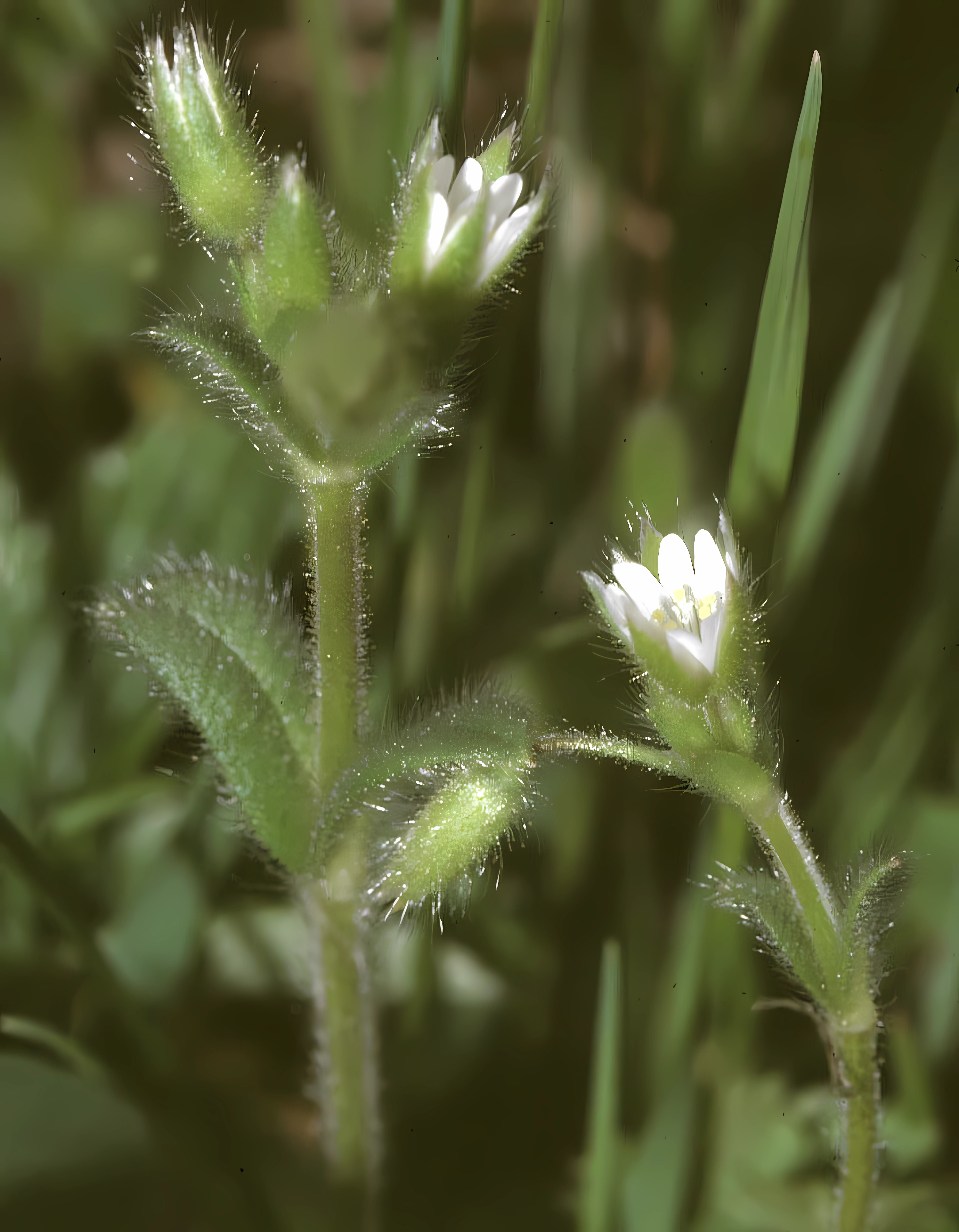
Raggarv
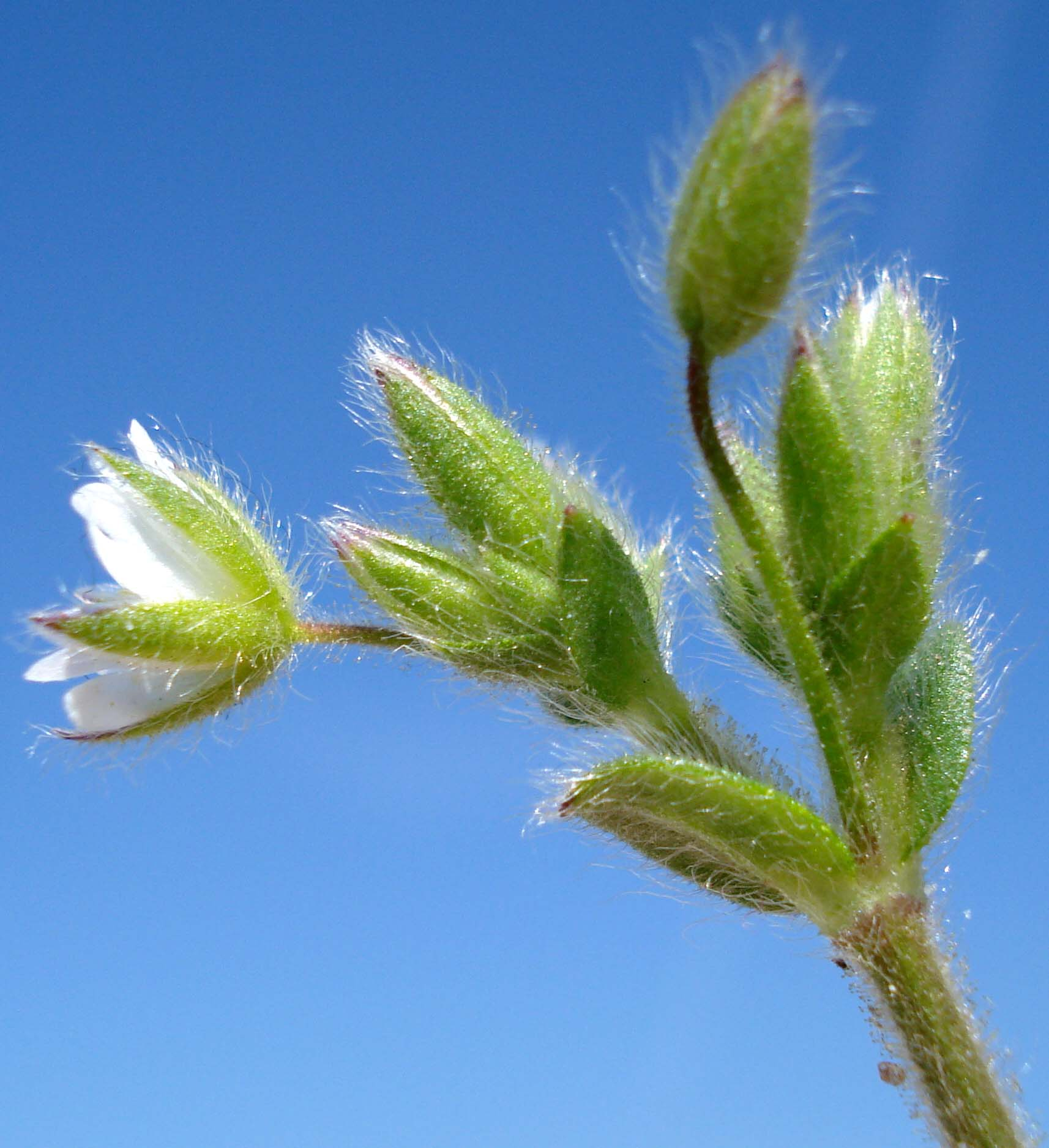
Raggarv (bomställning)
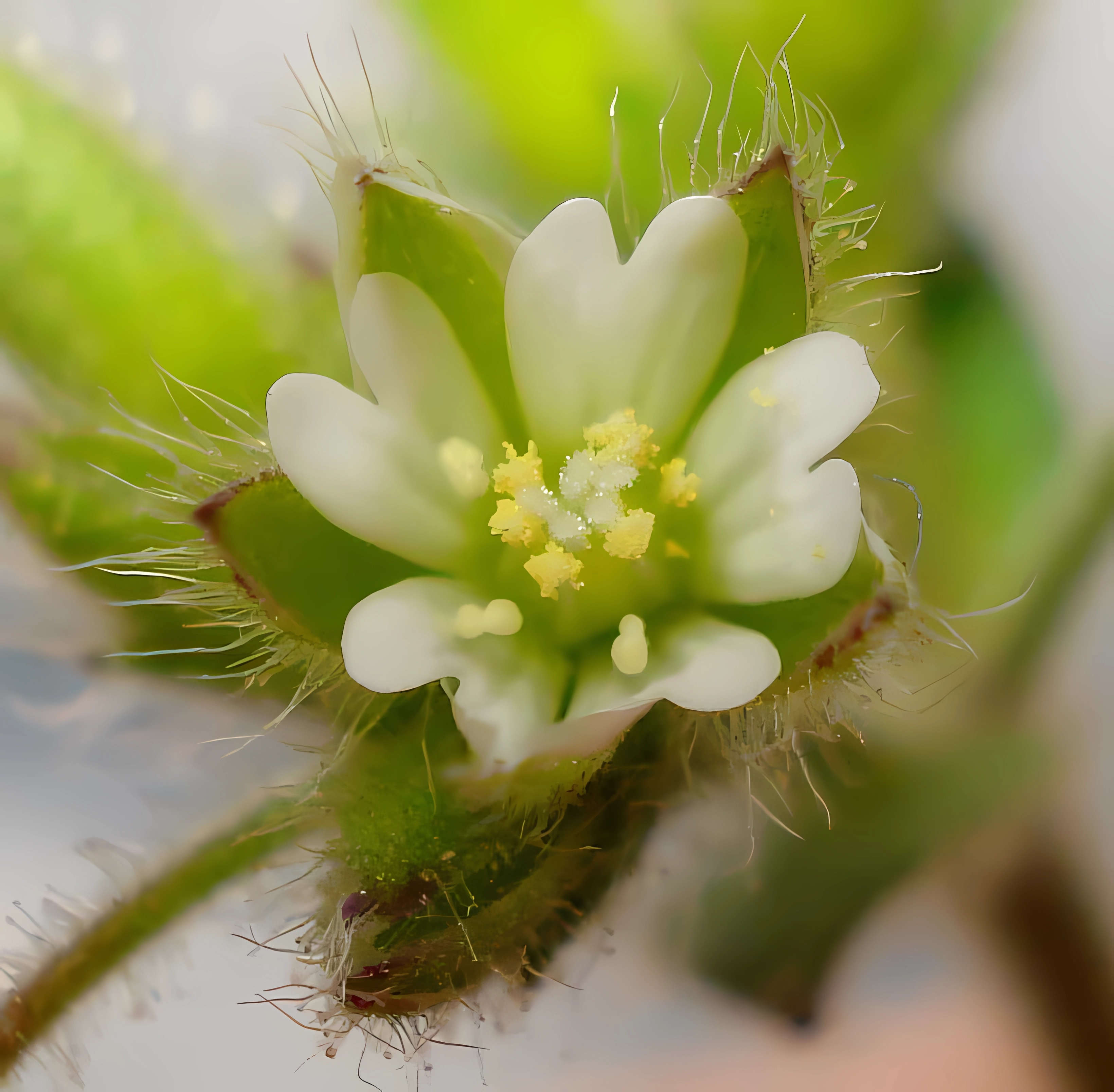
Raggarv (blomma)